# Villar-d’Arêne
Villar-d’Arêne település Franciaországban, Hautes-Alpes megyében. Lakosainak száma 290 fő (2022. január 1.). Villar-d’Arêne La Grave, Le Monêtier-les-Bains, Saint-Christophe-en-Oisans és Vallouise-Pelvoux községekkel határos.

## Népesség
A település népessége az elmúlt években az alábbi módon változott:
| Lakosok száma | 160  | 184  | 178  | 271  | 324  | 330  | 311  | 294  | 287  | 290  |
|               | 1968 | 1982 | 1990 | 2006 | 2013 | 2015 | 2017 | 2019 | 2020 | 2022 |